# Ryssjegrundet, Pedersöre
Ryssjegrundet är en ö i Finland. Den ligger i sjön Larsmosjön och i kommunen Pedersöre i den ekonomiska regionen  Jakobstadsregionen  och landskapet Österbotten, i den centrala delen av landet, 400 km norr om huvudstaden Helsingfors. Öns area är 5,6 hektar och dess största längd är 370 meter i nord-sydlig riktning. I omgivningarna runt Ryssjegrundet växer i huvudsak blandskog.